# ان‌جی‌سی ۳۷۲

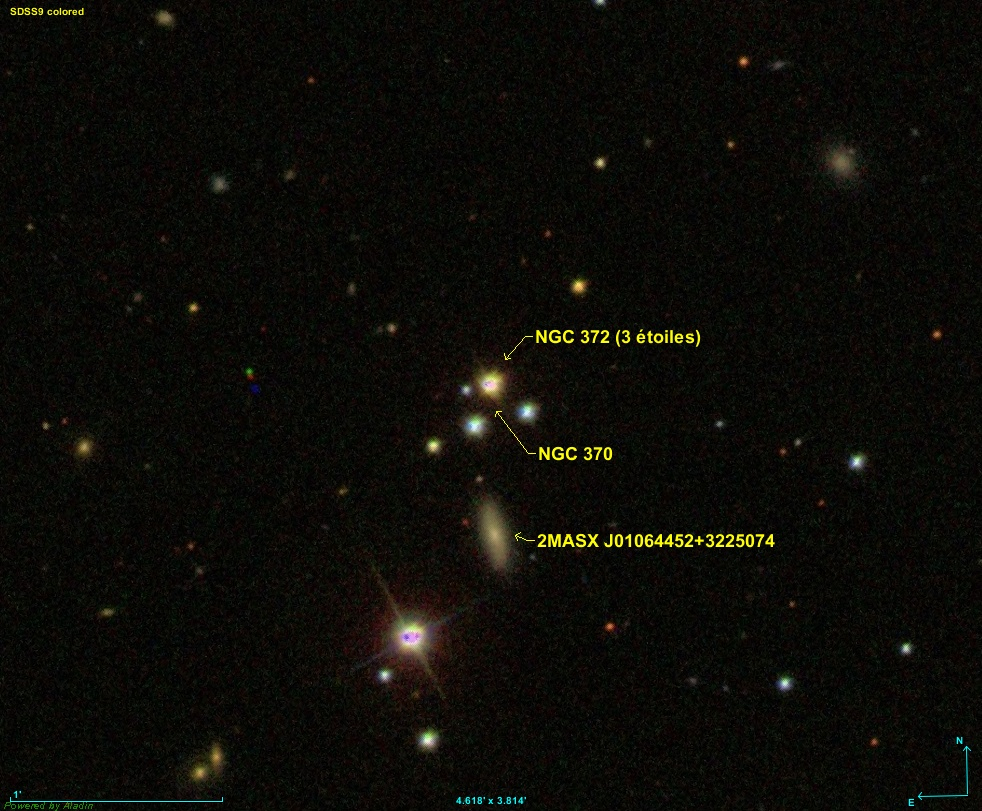
NGC 372

ان‌جی‌سی ۳۷۲ (انگلیسی: NGC 372) یک ستاره سه گانه است که در صورت فلکی ماهی قرار دارد و در ۱۲ دسامبر ۱۸۷۶ کشف شد.